# 徹通義介

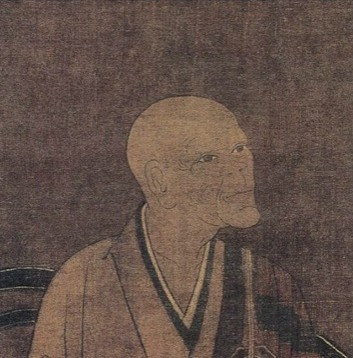
徹通義介

徹通 義介（てっつう ぎかい、承久元年2月2日（1219年2月18日）- 延慶2年9月14日（1309年10月18日））は、越前国出身の鎌倉時代中期の曹洞宗の僧。永平寺3世、大乗寺開山。

## 略歴
地元の藤原氏（富樫氏とされる）に生まれ、13歳の時に地元の波著寺にて日本達磨宗の懐鑑に就いて出家、「義鑑」の法名を受ける。19歳の時に比叡山に登って授戒したが、仁治2年（1241年）に懐鑑と共に山城国深草興聖寺の道元の下に参じた。以後道元に師事し、永平寺で典座・監寺などの要職を務めた。
道元の没後は孤雲懐奘に師事し、途中、正元元年（1259年）に入宋し、諸寺院にて各種の祈祷や清規を学んだ。その後帰国して、永平寺の規則や儀式の整備などを行った。
その後、文永4年（1267年）に懐奘の後を継いで永平寺第3世になるが、日本達磨宗系と曹洞宗系の内部対立（三代相論）を収めきれず、文永9年（1272年）に辞任し、麓に庵を建てて老母と共に隠居。後は再び懐奘が就任した。
懐奘の没後の弘安3年（1280年）に再び、永平寺住持となるが、両派の対立を収拾出来ず、永仁元年（1293年）に永平寺を出て加賀国に移り、大乗寺を真言宗寺院から禅寺に改めてその開山となった。
弟子には後に曹洞宗発展の基礎を築いた太祖瑩山紹瑾がいる。

## 関係著書
- 『徹通義介禅師研究』（東隆眞編著、大乗寺・大法輪閣、2007年）

### 関係論文
- 大村哲夫「仏に代わって祈りを聞くカミガミ : 禅宗寺院における自力と他力、祈祷の構造」『東北宗教学』第2巻、東北大学大学院文学研究科宗教学研究室、2006年12月、25-50頁、CRID 1390293334799931392、doi:10.50974/00001985、hdl:10097/48911、ISSN 1881-0187。